# Folio (Schriftart)

Plakatschrift für Der Mann mit dem goldenen Colt (Folio-Grotesk Buch)

Plakatschrift für Der Spion, der mich liebte (Folio-Grotesk Buch)

Plakatschrift für Moonraker

Plakatschrift für In tödlicher Mission (Folio-Grotesk Buch)

Die Folio ist eine Schriftart, die 1956 von Walter Baum und Konrad Friedrich Bauer entworfen wurde.

Die Schrift war als Handsatzschrift und als Matrizen für Zeilenguss-Maschinensatz (Intertype) lieferbar. Folio war bei der H. Berthold AG für den Fotosatz (dc-Schriftscheiben, staromat-Typenplatten) und als Digitalschrift erhältlich. Einige Schnitte der Digitalschriften werden heute von Adobe und Linotype vertrieben.
Zwischen 1956 und 1969 entstanden 17 Schriftschnitte:
Die Folio-Grotesk der Bauerschen Gießerei
| Schnitt (Gießereiname)        | Erstguss | ursprünglich lieferbare Bleischriftgrößen p             | Zeilenguss p                 |
| ----------------------------- | -------- | ------------------------------------------------------- | ---------------------------- |
| Folio-Grotesk schmalfett      | 1956     | 6, 8, 9, 10, 12, 14, 16, 20, 24, 28, 36, 48, 60, 72, 84 | —                            |
| Folio-Grotesk mager           | 1957     | 6, 8, 9, 10, 12, 14, 16, 20, 24, 28, 36, 48             | Intertype 6, 8, 9, 10        |
| Folio-Grotesk halbfett        | 1957     | 6, 8, 9, 10, 12, 14, 16, 20, 24, 28, 36, 48, 60         | Intertype 6, 8, 9, 10        |
| Folio-Grotesk breit halbfett  | 1959     | 6, 8, 9, 10, 12, 14, 16, 20, 24, 28, 36, 48, 60         | —                            |
| Folio-Grotesk fett            | 1959     | 6, 7, 8, 9, 10, 12, 14, 16, 20, 24, 28, 36, 48, 60      | —                            |
| Folio-Grotesk extrafett       | 1959     | 6, 8, 9, 10, 12, 14, 16, 20, 24, 28, 36, 48, 60, 72     | —                            |
| Folio-Kursiv mager            | 1959     | 6, 7, 8, 9, 10, 12, 14, 16, 20, 24, 28, 36, 48          | Intertype 6, 7, 8, 9, 10     |
| Folio-Kursiv breithalbfett    | 1959     | 6, 8, 9, 10, 12, 14, 16, 20, 24, 28, 36, 48, 60         | —                            |
| Folio-Grotesk schmalmager     | 1962     | 6, 7, 8, 9, 10, 12, 14, 16, 20, 24, 28, 36, 48          | —                            |
| Folio-Grotesk schmalhalbfett  | 1962     | 6, 7, 8, 9, 10, 12, 14, 16, 20, 24, 28, 36, 48, 60      | —                            |
| Folio-Grotesk breitfett       | 1963     | 6, 7, 8, 9, 10, 12, 14, 16, 20, 24, 28, 36, 48, 60      | —                            |
| Folio-Kursiv schmalfett       | 1964     | 14, 16, 20, 24, 28, 36, 48, 60                          | —                            |
| Folio-Grotesk Buch            | 1965     | 6, 7, 8, 9, 10, 12, 14, 16, 20, 24, 28, 36, 48          | Intertype 6, 7, 8, 9, 10, 12 |
| Folio-Grotesk dreiviertelfett | 1965     | 6, 7, 8, 9, 10, 12, 14, 16, 20, 24, 28, 36, 48, 60      | Intertype 6, 7, 8, 9, 10, 12 |
| Folio-Grotesk breitmager      | 1965     | 6, 7, 8, 9, 10, 12, 14, 16, 20, 24, 28, 36, 48          | —                            |
| Folio-Grotesk eng             | 1966     | 10, 12, 14, 16, 20, 24, 28, 36, 48, 60                  | —                            |
| Folio-Grotesk breitleicht     | 1969     | 5, 6, 7, 8, 9, 10, 12                                   | —                            |

Die Folio entstand etwa zur gleichen Zeit wie die Helvetica (ab 1957) und gehört auch zur Familie der serifenlosen Linear-Antiqua-Schriften. Schrifthistorisch betrachtet revitalisiert die Folio eine ältere Schrift, die Breite Grotesk der Bauerschen Gießerei aus der Zeit vor 1867.
Nach einem guten Start in den 1960er Jahren ist die Folio heute nur noch selten in Gebrauch. Obwohl sie viele Ähnlichkeiten mit der Helvetica aufweist, war sie nicht so erfolgreich. Von den großen deutschen Unternehmen verwendet nur SAP seit 2001 Folio – in einer leichten Modifikation – in ihrem Corporate Design.
Weitaus bekannter wurde sie während der 1970er Jahre durch die James-Bond-Filme, auf denen die Schriftart oft für Plakate genutzt wurde. Bekannteste Beispiele sind die Plakatgestaltungen für Der Mann mit dem goldenen Colt (1974) und Der Spion, der mich liebte (1977). Beim Film Diamantenfieber (1971) wurde Folio nur im englischen Raum genutzt.

## Klassifikation
- Nach DIN 16518 kategorisiert man Folio in der Gruppe IV Serifenlose Linear-Antiqua.
- Nach Beinert ist Folio eine Ältere Grotesk (Neo-Grotesque).
- Hans Peter Willberg würde sie in seiner Klassifikationsmatrix als statische Grotesk einordnen.